# 勞倫·戴維斯
勞倫·戴維斯（英語：Lauren Davis，1993年10月9日—）是美國职业网球女运动员，2011年轉職業。她的WTA生涯最高單打排名為第26（2017年5月22日）。

## 外部連結
- 勞倫·戴維斯的国际女子网球协会官方資料（英文）
- 勞倫·戴維斯的國際網球總會 職業／青少年 官方資料（英文）
- Fed Cup - Player profile - Lauren DAVIS (USA) （页面存档备份，存于）